# Trachylepis lacertiformis
Trachylepis lacertiformis là một loài thằn lằn trong họ Scincidae. Loài này được Peters mô tả khoa học đầu tiên năm 1854.